# Xanthorhoe politula
Xanthorhoe politula là một loài bướm đêm trong họ Geometridae.